# グスタフ・マイヤー (昆虫学者)

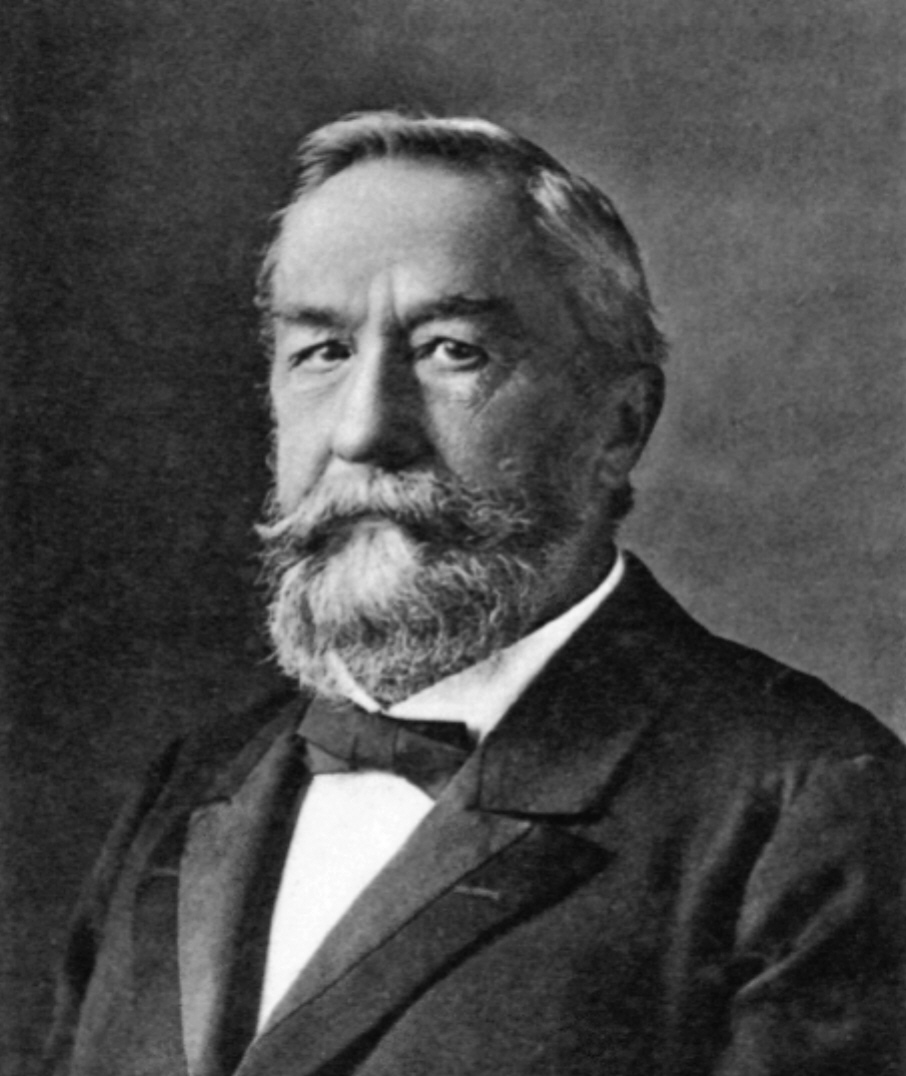
グスタフ・マイヤー

グスタフ・マイヤー（Gustav Ludwig Mayr、1830年10月12日 - 1908年7月14日）はオーストリアの教師、昆虫学者、昆虫収集家である。

## 略歴
ウィーンで生まれた。学生時代からウィーンのオーストリア動物学植物学協会(Zoologisch-Botanische Gesellschaft)の創立メンバーとなり、1856年に医学の学位を得、高校の博物学と化学の教員資格を得た。同じ年にハンガリーのペシュトで教員となるが、1861年にハンガリーがマジャール化政策(Magyarization)をとったことにより、ハンガリーでの教員の職を失った。ウィーンに戻り中学校の教師となり、1892年まで教師を続けた。退職後、名誉称号(kaiserlicher Rat)を受けた。1876年に民間勲章(Goldene Verdienstkreuz mit Krone)を受勲した。
学生時代から昆虫学に取り組み、膜翅目（ハチなど）やアリ学(myrmecology)の分類を専門とした。1350種、5500点の標本を収集した。これはウィーン自然史博物館に収められた。自らの標本とウィーン自然史博物館にあった標本を研究した。 
ハチ目(Hymenoptera)の昆虫の属名、Mayria Forel (1879)、Eumayria Ashmead (1887)、Mayriella Forel の他、50ほどの昆虫の種の学名（種小名:Mayri）に献名されている。

## 著書
- Die europäischen Formiciden: mit einer lithographischen Tafel. 1861.
- Formicidae [der Novara-Expedition. Wien 1865.
- Die Ameisen des baltischen Bernsteins. Königsberg: Koch, 1868.
- Feigeninsecten. Wien: Hölder, 1885.
- Hymenopterologische Miscellen. Wien: Hölder, 1902.
- Formiciden aus Ägypten und dem Sudan. 1903.